# Esther Galil

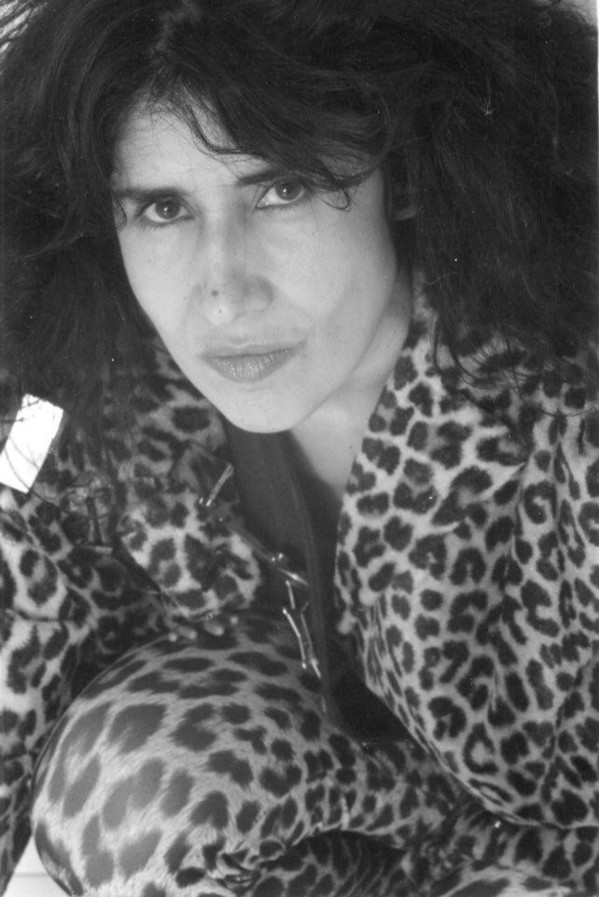
Esther Galil

Esther Galil (hebräisch אסתר גליל; * 28. Mai 1945 in Safi, Marokko) ist eine israelische Chansonsängerin und Songschreiberin. Ihr größter Erfolg Le jour se lève war 1971 ein Nummer-eins-Hit in Frankreich.

## Leben
Galil startete ihre professionelle Musikkarriere in den 1960er Jahren. Unter dem Künstlernamen „Jackie Galil“ erschien die Single Oh ! non.
Anfang der 1970er Jahre, Galil trug wieder ihren Geburtsnamen, unterschrieb die Sängerin einen Vertrag bei Barclay Records, dem seinerzeit bedeutendsten unabhängigen Plattenlabel Frankreichs. Durch den riesigen Erfolg des bluesigen Chansons Le jour se lève im Jahre 1971 galt Galil zunächst als große Hoffnung des französischen Chansons. In dieser Größenordnung konnte sie allerdings nie an ihren ersten Hit anknüpfen. Weitere kleinere Erfolge in Frankreich waren Oh Lord (1971), Ma liberté (1972), und Harlem Song (1973). In jenen Jahren verband Galil eine enge Freundschaft mit dem israelischen Chansonsänger Mike Brant, mit dem sie auch tourte.
Für den deutschen Markt nahm Galil 1972 eine deutsche Version von Le jour se lève auf: Bald kommt der Morgen. Weitere deutsche Singles wie Das Mädchen, das dich liebt, Sonja, komm zurück und Shalom Shula Shalom folgten, blieben aber erfolglos. 1976 trat Galil in der Plattenküche auf.
Ihre erste LP Ma liberté erschien erst 1974. Zwei Jahre später folgte Z. Land, das deutlich mehr vom Rock und Blues inspiriert war. Sämtliche Kompositionen stammten im Gegensatz zu ihrem Debüt von Galil selbst, auch ein Großteil der Texte wurde von ihr geschrieben. Eine Ausnahme bildet der vertonte Auszug aus dem Hoheslied des Alten Testaments Le cantique des Cantiques.
In den 1970er Jahren erschienen etliche weitere Singles von Galil, teilweise auch auf Englisch. Anfang der 1980er Jahre machte Galil eine längere Plattenpause, bevor 1988 ein Comeback mit Interdit par la loi scheiterte. 2005 meldete sie sich schließlich mit dem Album Esther Galil und zwei Compilations zurück.
Galil lebt heute in Los Angeles und tritt gelegentlich noch auf, so im Pariser Olympia. Im März 2013 sorgte sie für Schlagzeilen, als sie bei der französischen Version von The Voice, The Voice, la plus belle voix, teilnahm und dort in der „Blind Audition“ keine Zustimmung der prominenten Jury erhielt. Teil der Jury war der kanadische Sänger Garou, der Galils Chanson Le jour se lève ein Jahr zuvor auf seinem Album Rhythm and Blues gecovert hatte. Durch Galils Auftritt kehrte Le jour se lève für eine Woche in die französischen Single-Charts zurück.

## Diskografie

### Alben
- 1974: Ma liberté (Barclay, auch The Original Esther Galil)
- 1976: Z. Land (Barclay)
- 2005: Esther Galil (Lala)

### Compilations
- 2006: 80’s (Lala)
- 2006: 90’s (Lala)
- 2013: 70’s (n/a)